# محمود (شاي)
محمود (بالإنجليزية: Mahmood Tea)‏ شاي من إنتاج شركة ألتونكايا (Altunkaya) التركية، متوفر في أكثر من 50 بلداً حول العالم، ويتم إنتاجه في منشآت إنتاج في سريلانكا والعراق وإيران. مقر مجموعة شركات ألتونكايا في غازي عنتاب، وهي مؤسسة تقوم بنشاطات في مجالات متعددة.

## وصلات خارجية
- الموقع الرسمي
- الصفحة الرسمية على فيسبوك